# Timmiella pelindaba
Timmiella pelindaba är en bladmossart som beskrevs av Magill in Magill och Edmund André Charles Lois Eloi `Ted' Schelpe 1979. Timmiella pelindaba ingår i släktet Timmiella och familjen Pottiaceae. Inga underarter finns listade i Catalogue of Life.